# Барух Тэгегнэ
Барух Тэгегнэ (ивр. ברוך טגניה‎ ;23 января 1944, Эфиопия—27 декабря 2010) — израильский политик эфиопского происхождения.

## Биография
Барух Тэгегнэ родился 23 января 1944 года в Эфиопии. В 1955 году он переехал в Израиль, где оставался до 1963 года. После начала Гражданской войны в Эфиопии и смерти императора Хайле Селассие, когда власть перешла к Временному военно-административному совету Барух Тэгегнэ вернулся в Эфиопию. Он оказывал помощь еврейской общине Эфиопии. По его инициативе была создана коммунальная ферма для эфиопских евреев на границе с Суданом. Вместе с эфиопскими евреями в 1975 году он мигрировал сначала в Судан, а затем в Нигерию и наконец в 1976 году в Израиль. В Израиле он начал кампанию в поддержку бета Израиль. В 1977 году он провел марш протеста в Иерусалиме. В конце 70-х годов XX века он служил в Армии обороны Израиля и работал с Моссадом. В 1979 году выступил перед Генеральной Ассамблеей Объединенных еврейских общин с докладом о положении эфиопских евреев. Он также обратился за поддержкой к Американской ассоциации эфиопских евреев. Начиная с 1980 года Тегегнэ принимал участие в переселении эфиопских евреев в Германию, а затем в Канаду. Умер 27 декабря 2010 года.